# Spoorlijn Berlijn - Oebisfelde
De spoorlijn Berlijn - Oebisfelde is een hogesnelheidslijn tussen de Duitse steden Berlijn en Oebisfelde. De lijn is als spoorlijn 6185 onder beheer van DB Netze.

## Geschiedenis
Het nieuwbouwtraject ("neubaustrecke") werd door Deutsche Bahn in twee gedeeltes geopend:
- Berlin-Spandau - Stendal: 15 september 1998
- Stendal - Oebisfelde: 24 mei 1998

Na talrijke onderhandelingsronden over de bouw van een snellere spoorverbinding tussen West-Berlijn en de Bondsrepubliek in de jaren 80 werd in 1990 het besluit genomen tot de ombouw van de bestaande trajecten en de nieuwbouw van het traject Berlin-Spandau - Oebisfelde. In 1991 werd begonnen met de bouw en ombouw van het traject. De spoorlijn is gedeeltelijk naast en gedeeltelijk over de oorspronkelijke verbinding tussen Berlijn en Lehrte gebouwd.
In het westen sluit de lijn aan op de bestaande conventionele spoorlijn Hannover-Oebisfelde die opgewaardeerd is tot hogere snelheden van 200 km/h (Hannover-Lehrte 160 km/h).
Deze "ausbaustrecke" vormt samen met de "neubaustrecke" Berlijn - Oebisfelde, de "schnellfahrstrecke" Hannover-Berlijn.
```
Het 
station Berlin Spandau
 aan het begin van deze hogesnelheidslijn, waar anno 2025 alle passerende ICE's stoppen, is ook rond 1998, volledig nieuw herbouwd op een nabijgelegen lokatie. Het station Spandau is tevens een beginpunt voor treinen van de 
S-Bahn van Berlijn
 die (na het 
station Berlin-Charlottenburg
) gebruik maken van de 
Stadtbahn (Berlijn)
. Deze Stadtbahn is in hetzelfde jaar 1998 heropend na een grondige renovatie en volledige elektrificatie waarbij de Stadtbahn ook ten oosten van 
Station Berlin Zoologischer Garten
 was geëlektrificeerd: alle elektrische treinen, ook de ICE's die gebruik maken van de hsl Oebisfelde - Berlijn, konden voortaan helemaal doorrijden naar 
Berlin Ostbahnhof
 en verder.
[
1
]
 
[
2
]
```

## Treindiensten
De Deutsche Bahn verzorgt het personenvervoer op dit traject met ICE- en IC-treinen. De Ostdeutsche Eisenbahn verzorgt het vervoer met RE treinen.
| Serie         | Treinsoort                                    | Route | Bijzonderheden |
| ------------- | --------------------------------------------- | --- | --- |
| ICE 3         | InterCityExpress (DB Fernverkehr)             | Berlin Hbf – Hannover Hbf – Frankfurt (Main) Hbf – [ Darmstadt Hbf ] / [ Mannheim Hbf – Stuttgart Hbf – Ulm Hbf – Augsburg Hbf – München Hbf ] | |
| ICE 10        | InterCityExpress (DB Fernverkehr)             | Berlin Gesundbrunnen – Berlin Hbf – Berlin Spandau – Wolfsburg Hbf – Hannover Hbf – [ Bremen Hbf – Oldenburg (Oldb) Hbf ] / [ Bielefeld Hbf – Hamm (Westf) – [ Hagen Hbf – Wuppertal Hbf – Köln Hbf – Bonn Hbf – Koblenz Hbf ] / [ Dortmund Hbf – Bochum Hbf – Essen Hbf – Mülheim (Ruhr) Hbf – Duisburg Hbf – Düsseldorf Flughafen – Düsseldorf Hbf – Köln Messe/Deutz – Köln Hbf ] | Vanaf Hamm één treindeel naar Keulen en één naar Düsseldorf. Één trein per dag tussen Berlijn en Oldenburg. |
| ICE 11        | InterCityExpress (DB Fernverkehr)             | [ Berlin Ostbahnhof – Berlin Hbf – Berlin-Spandau – Braunschweig Hbf – Hildesheim Hbf – Göttingen – Kassel-Wilhelmshöhe – Fulda – Hanau Hbf – Frankfurt (Main) Hbf ] / [ Wiesbaden Hbf – Mainz Hbf – Worms Hbf ] – Mannheim Hbf – Stuttgart Hbf – Ulm Hbf – Augsburg Hbf – München-Pasing – München Hbf | Één trein van Wiesbaden naar München. |
| ICE 12        | InterCityExpress (DB Fernverkehr)             | Berlin Ostbahnhof – Berlin Hbf – Berlin-Spandau – Wolfsburg Hbf – Braunschweig Hbf – Hildesheim Hbf – Göttingen – Kassel-Wilhelmshöhe – Fulda – Hanau Hbf – Frankfurt (Main) Hbf – Mannheim Hbf – Karlsruhe Hbf – Offenburg – Freiburg (Breisgau) Hbf – Basel Bad Bf – Basel SBB – Liestal – Olten – Bern – Thun – Spiez – Interlaken West – Interlaken Ost | |
| IC 16         | Intercity (DB Fernverkehr)                    | Berlin Südkreuz – Berlin Hbf – Hannover Hbf – Göttingen – Fulda – Hanau Hbf – Frankfurt (Main) Hbf – Darmstadt Hbf – Heidelberg Hbf – Stuttgart Hbf | |
| IC/EC 32      | Intercity (DB Fernverkehr)                    | [ [ Ostseebad Binz – Stralsund Hbf – Greifswald ] / [ Seebad Heringsdorf – Zinnowitz ] – Züssow – Pasewalk – Angermünde – Berlin Gesundbrunnen ] / [ Dresden Hbf – Berlin Südkreuz – Berlin Hbf ] – Berlin-Spandau – Stendal Hbf – Wolfsburg Hbf – Hannover Hbf – [ Herford – Bielefeld Hbf – Gütersloh Hbf – Hamm (Westf) – Dortmund Hbf – Bochum Hbf – Essen Hbf – Mülheim (Ruhr) Hbf ] / [ Osnabrück Hbf – Münster Hbf – Recklinghausen Hbf – Wanne-Eickel Hbf – Gelsenkirchen Hbf – [ Essen Hbf – Mülheim (Ruhr) Hbf ] / [ Oberhausen Hbf ] ] – Duisburg Hbf – [ [ Krefeld Hbf ] / [ Düsseldorf Flughafen – Düsseldorf Hbf – Neuss Hbf ] – Mönchengladbach Hbf – Aachen Hbf ] / [ Düsseldorf Flughafen – Düsseldorf Hbf – Köln Hbf – Bonn Hbf – Remagen – Andernach – Koblenz Hbf – Bingen (Rhein) Hbf – Mainz Hbf – Worms Hbf – Mannheim Hbf – Heidelberg Hbf – Vaihingen (Enz) – Stuttgart Hbf – [ Reutlingen – Tübingen ] / [Plochingen – Göppingen – Ulm Hbf – [ Biberach (Riß) – Ravensburg – Friedrichshafen Stadt – Lindau Hbf – Bregenz – Dornbirn – Feldkirch – Bludenz – Landeck-Zams – Imst-Pitztal – Telfs-Pfaffenhofen – Innsbruck Hbf ] / [ Günzburg – Augsburg Hbf – München-Pasing – München Hbf – Rosenheim – Bad Endorf – Prien a Chiemsee – Traunstein – Freilassing – Salzburg Hbf – Golling-Abtenau – Bischofshofen – St. Johann im Pongau – Schwarzbach-St. Veit – Dorfgastein – Bad Hofgastein – Bad Gastein – Mallnitz-Obervellach – Spittal-Milstättersee – Villach Hbf – Velden am Wörthersee – Pörtschach am Wörthersee – Krumpendorf am Wörthersee – Klagenfurt Hbf ] ] | 's Zomers één trein per richting per week tussen Keulen en Binz/Heringsdorf. Enkele treinen tussen Hannover en Essen via Münster. Één trein per dag vanaf Ulm naar Innsbruck. Doordeweeks één trein per dag vanaf Stuttgart naar Tübingen. |
| 140/240 IC 77 | Intercity (NS International / DB Fernverkehr) | Amsterdam Centraal – Hilversum – Amersfoort Centraal – Apeldoorn – Deventer – Hengelo – Bad Bentheim – Rheine – Osnabrück Hbf – Bünde (Westf) – Hannover Hbf – Berlin-Spandau – Berlin Hbf – Berlin Ostbahnhof | Stopt niet in Almelo. Rijdt elke twee uur. |
| FLX 30        | FLX (FlixTrain)                               | Aachen Hbf – Köln Hbf – Düsseldorf Hbf – Duisburg Hbf – Essen Hbf – Bochum Hbf – Dortmund Hbf – Hamm (Westfalen) – Gütersloh Hbf – Bielefeld Hbf – Herford – Hannover Hbf – Stendal – Berlin-Spandau – Berlin Hbf – Berlin Südkreuz – Elsterwerda – Dresden-Neustadt – Dresden Hbf | Dienstregeling Flixtrain FLX30. Flixtrain (8 april 2024). Geraadpleegd op 19 april 2024. |
| IRE           | Interregio-Express (DB Regio)                 | Berlin Ostbf – Berlin Hbf – Berlin Zoologischer Garten – Berlin-Spandau – Stendal Hbf – Salzwedel – Uelzen – Lüneburg – Hamburg-Harburg – Hamburg Hbf | Enkele treinen per dag |
| RE 4          | Regional-Express (Ostdeutsche Eisenbahn)      | Jüterbog – Ludwigsfelde – Berlin Südkreuz – Berlin Potsdamer Platz – Berlin Hbf – Berlin-Spandau – Wustermark – Rathenow – Stendal Hbf | |

## Aansluitingen
In de volgende plaatsen was of is er een aansluiting van de volgende spoorlijnen:
Berlin-Spandau
DB 6025, spoorlijn tussen Westkreuz en Berlin-Spandau
DB 6100, spoorlijn tussen Berlijn en Hamburg
DB 6109, spoorlijn tussen Berlin Ostbahnhof en Berlin-Spandau
DB 6179, spoorlijn tussen aansluiting Berlin-Charlottenburg en Wustermark
DB 6107, spoorlijn tussen Berlijn en Lehrte
aansluiting Ribbeck
DB 6107, spoorlijn tussen Berlijn en Lehrte
aansluiting Bamme
DB 6107, spoorlijn tussen Berlijn en Lehrte
aansluiting Staffelde
DB 6427, spoorlijn tussen de aansluiting Staffelde en de  aansluiting Bindfelde
DB 6428, spoorlijn tussen de aansluiting Staffelde en de  aansluiting Bindfelde
aansluiting Nahrstedt
DB 6107, spoorlijn tussen Berlijn en Lehrte
Oebisfelde
DB 6107, spoorlijn tussen Berlijn en Lehrte
DB 6399, spoorlijn tussen Oebisfelde en Fallersleben
DB 6409, spoorlijn tussen de aansluiting Glindenberg en Oebisfelde
DB 6900, spoorlijn tussen Oebisfelde en Salzwedel

## Elektrische tractie
Het traject werd in 1997 geëlektrificeerd met een wisselspanning van 15.000 volt 16⅔ Hz.